# Stazione di Ala
La stazione di Ala è una stazione ferroviaria posta sulla linea del Brennero. Serve il centro abitato di Ala.

## Storia
Fino alla prima guerra mondiale la stazione di Ala era stazione di confine fra la rete italiana gestita dalle Ferrovie dello Stato e la rete Südbahn di cui era parte la tratta austriaca della ferrovia del Brennero.

## Strutture e impianti
La stazione è dotata di 4 binari: il binario 1 usato per la sosta dei treni regionali provenienti da Trento e diretti verso Verona; il binario 2 privo di banchina usato dai treni in transito diretti verso sud; il binario 3 usato dai treni regionali provenienti da Verona e diretti verso Trento e dai treni in transito verso nord; il binario 4 usato dai treni regionali limitati provenienti da o diretti a Trento e Bolzano.